# غشای سرامیکی
غشاهای سرامیکی (به انگلیسی Ceramic membrane) نوعی از غشای مصنوعی است که از مواد غیر آلی (مانند آلومینا ، تیتانیا ، اکسید زیرکونیم، کاربید سیلیسیم یا برخی از مواد شیشه‌ای) ساخته می‌شود. 
از این نوع غشاها در عملیات غشایی برای تصفیه مایع استفاده می شود. سرامیک غشایی را در واقع به عنوان مانعی که قابلیت انتخاب و یا یک الک ریز که توانایی انتخاب گری و جداسازی دارد، می توان تعریف کرد. که این دو ویژگی برجسته این غشاهاست که باعث شده بسیار مورد توجه  قرار گیرند. غشا متخلخل سرامیکی را اغلب می توان با ضخامت و سایز حفره و تخلخل های سطحی شان آنها را کنترل کرد که در جدا سازی گازها و فرایند های غشایی نانوفیلتراسیون و میکرو فیلتراسیون استفاده می شوند در حالی که برای غشاهای سرامیکی متخلخل موضوع پیچیده تر می شود و این غشا ها معمولاً برای جداسازی گازها استفاده می شوند مثلاً جداسازی اکسیژن هوا یا جداسازی گاز هیدروژن مورد کاربرد قرار می گیرند.
غشاهای سرامیکی اغلب کامپوزیتی اند که شامل چندین لایه از یک نوع ماده یا مواد سرامیکی متفاوت است. لایه های موجود در این غشا ها شامل یک لایه  ماکروپروس (macroporous) به عنوان نگهدارنده و لایه میانی که می تواند یک یا دو لایه باشد به عنوان مزوپروس ولایه رویی میکروپروسیا بالایی که متراکم است.

## مواد سازنده غشا های سرامیکی
این غشا از مواد غیر آلی و غیرفلزی و معدنی ساخته شده اند، از جمله: تیتانیوم دی اکسید(TiO2) وسیلیسیم دی اکسید (SiO2) ودی اکسید زیرکونیوم(ZrO2) و کاربید سیلیسیم(SiC) و آلومینیوم اکسید (Al2O3) و یا ترکیبی از این مواد به صورت کامپوزیت است،که این مواد از رایج ترین نوع مواد سرامیکی برای ساخت این نوع غشا ها محسوب می شوند. برای مثال یک نوع غشا چند لایه(کامپوزیتی) شامل آلفا آلومینا به عنوان نگهدارنده و لایه دوم گاما آلومینا به عنوان لایه میانی وسیلیکا به عنوان لایه بالایی یا رویی می توان نام برد.لایه نگهدارنده در غشا سرامیکی وظیفه تامین استحکام و مقاومت در دمای بالا را دارد.

## اشکال غشاهای سرامیکی
اشکال مختلف برای این سرامیک ها با توجه به کاربردشان در نظر گرفته شده است که اکثراً به شکل دیسکی ، صفحه ایی ، تیوبی(لوله ایی) هستند.برای مثال برای افزایش نسبت مساحت سطح به حجم و افزایش ناحیه جداکننده بر واحد حجم غشانوع غشا  لوله ایی آلومینایی که از چند کانال تشکیل شده ، استفاده می شود.

## فرایند های غشایی
فرایند های غشایی که در آنها پدیده انتقال جرم به دلیل اختلاف فشار در عرض غشا صورت می پذیرد، براساس اندازه کوچکترین مولکولی که از سد غشا عبور می کند، عبارتند از: اسمز معکوس(reverse osmosis) و نانوفیلتراسیون (Nanofiltration) و میکروفیلتراسیون (Microfiltration) و اولترافیلتراسیون (Ultrafiltration).

### اسمز معکوس RO
معمولاً از این فرایند برای نمک زدایی آب استفاده می شود و همچنین ترکیبات محلول در فاضلاب استفاده می شود. در این فرایند آب دیونیزه توسط یک غشا نیمه تراوا تحت فشار تولید می گردد.اسمز معکوس با استفاده از یک پمپ فشار بالا برای بالا بردن فشار سمت محلول نمکی فعالیت می کند و مقدار این فشار به غلظت آب خوراک بسنگی دارد. در این روش آب حدود 99 الی 95  درصد از نمک های حل شده را ترک می کند.

### نانوفیلتراسیون NF
غشا های نانو فیلتراسیون(NF) ذرات کوچکتر از 0/01 میکرو متر را عبور می دهد و برای حذف ترکیبات محلول از آب فاضلاب استفاده می شود.اهداف اصلی نانو فیلتراسیونها: به حداقل رساندن ذرات  و رسوب میکروبی از غشا، جلوگیری از پوسته پوسته شدن با برداشتن یون های سخت،کاهش فشار از روند RO با کاهش مواد جامد محلول در آب.

### میکرو فیلتراسیون MF
این غشا ها ذرات بزرگتر از 0/08 الی 2 میکرون را حذف می کنند.در این روش باکتری ها و مواد معلق کلوییدی و مواد پلیمری حذف می شوند و ذرات ماکرو مولکول که کوچکتر از منافذ غشا هستند از آن عبور می کنند. این فیلتراسیون با فشار کمتری نسبت به نانو فیلتراسیون واسمز معکوس عمل می کند.

### اولترا فیلتراسیونUF
این سیستم ذرات معلق به قطر 0/03 میکرون و بزرگتر را از محلول جدا می کند و قادر به حذف ذرات بزرگتر از 0/005 میکرومتر می باشند و اندازه منافذ غشا در آنها8 تا 0/015 نانو متر است و اختلاف فشار اعمالی در آن 10تا 0/5 بار است. در جداسازی و خالص سازی رنگهای کلوییدی از پساب های صنعتی و جداسازی روغن از پساب نمونه هایی از موارد کاربرد این نوع غشاها هستند.

## کاربرد غشا های سرامیکی
کاربرد در صنایع نفتوگاز و روغن:
- تصفیه آب تولیدی میدان نفتی/گازی
- بازیافت روغن ضایعاتی
- تصفیه امولوسیون های آب_ روغنی

کاربرد های زیست محیطی (پساب):
- پساب فرایند لاستیک سازی
- ضدعفونی پساب ها
- تصفیه فاضلاب لباسشویی های صنعتی
- تصفیه پساب های صنعتی اسیدی و بازی قوی(پساب ها و اسیدهای کارخانه های نورد سرد و ذوب)

کاربرد در صنایع شیمیایی و داروسازی:
- جداسازی آنزیم ها
- تولید آنتی بیوتیک
- تولید اسید آمینه

کاربرد در صنایع غذایی:
- تصفیه آب معدنی
- جداسازی چربی و روغن طبیعی
- آبمیوه و ماءالشعیر، شفاف سازی و حذف کدورت،عدم نیاز به افزودنی ها و حذف فرایند های حرارت دهی
- شیر:استاندارد سازی پروتئین شیر،کاهش مقدار شیر در هر کیلوگرم پنیر،کاهش زمان آماده سازی پنیر، تشکیل حداقل آب پنیر ترش در مرحله پنیر سازی